# Charlotte Hellekant
Anna Charlotte Hellekant, född 15 januari 1962 i Högalids församling, Stockholms stad, är en svensk operasångerska (mezzosopran).
Hon har studerat vid musikkonservatorier i Philadelphia och New York i USA. Hennes karriär inleddes 1989. På amerikanska scener har hon bland annat sjungit Dido, Ariadne på Naxos, Cherubino i Figaros bröllop och Dorabella i Così fan tutte.